# تيريزا غوتيريز
تيريزا غوتيريز (بالإسبانية: Teresa Gutiérrez)‏ هي ممثلة كولومبية وأرجنتينية، ولدت في 25 أكتوبر 1928 في بوغوتا في كولومبيا، وتوفي بنفس المكان في 9 مارس 2010.

## وصلات خارجية
- تيريزا غوتيريز على موقع IMDb (الإنجليزية)
- تيريزا غوتيريز على موقع قاعدة بيانات الفيلم (الإنجليزية)